# Sistema convettivo a mesoscala
Per Sistema convettivo a mesoscala (in inglese Mesoscale Convective System, o "MCS") si intende un sistema temporalesco esteso per decine o centinaia di chilometri (su mesoscala, appunto), nato dall'unione di più cumulonembi a diversi stati evolutivi (multicella). In alcuni casi può insistere su zone relativamente ristrette per ore ed ore, portando a nubifragi o alluvioni lampo.

## Descrizione
Un MCS può avere una forma lineare, nel caso – ad esempio – la genesi sia legata al passaggio di una linea frontale, oppure circolare se in generale nasce nel settore caldo di una perturbazione, ossia nello spazio che intercorre tra fronte caldo e fronte freddo.
Le piogge che accompagnano un MCS spesso sono copiose e molto violente, a tratti accompagnate da grandine. La struttura dell'MCS è anche capace di generare trombe d'aria, specie al di sotto dei cumulonembi più giovani, nei quali le correnti ascensionali sono ancora intense.
In particolare nel settore meridionale di un MCS si possono stabilire condizioni ideali alla formazione di vere e proprie supercelle, talvolta associate a tornado; tuttavia questa circostanza è piuttosto rara.